# Veja (produto de limpeza)
Veja é uma linha de produtos de limpeza de propriedade da Reckitt com foco em limpeza doméstica. É um dos produtos de limpeza líderes de vendas há mais de uma década, atingindo 34% de participação. A marca foi lançada em 23 de julho de 1969.

## História

### 1969: Lançamento pela Atlantis Brasil LTDA.
Em 1969, o primeiro produto de limpeza sob o nome Veja foi lançado pela Atlantis Brasil LTDA., à época subsidiária da Reckitt.

### 1982: Lançamento da linha Multi-Uso
Em 1982, o Veja foi repaginado, mudando sua fórmula e dando origem à linha Multi-Uso.